# Stinkbrosking
Stinkbrosking (Micromphale foetidum) är en svampart som först beskrevs av James Sowerby, och fick sitt nu gällande namn av Rolf Singer 1951. Micromphale foetidum ingår i släktet Micromphale och familjen Marasmiaceae.   Inga underarter finns listade i Catalogue of Life.
I den svenska databasen Dyntaxa används istället namnet Marasmiellus foetidus för samma taxon.  Arten är reproducerande i Sverige.

## Bildgalleri

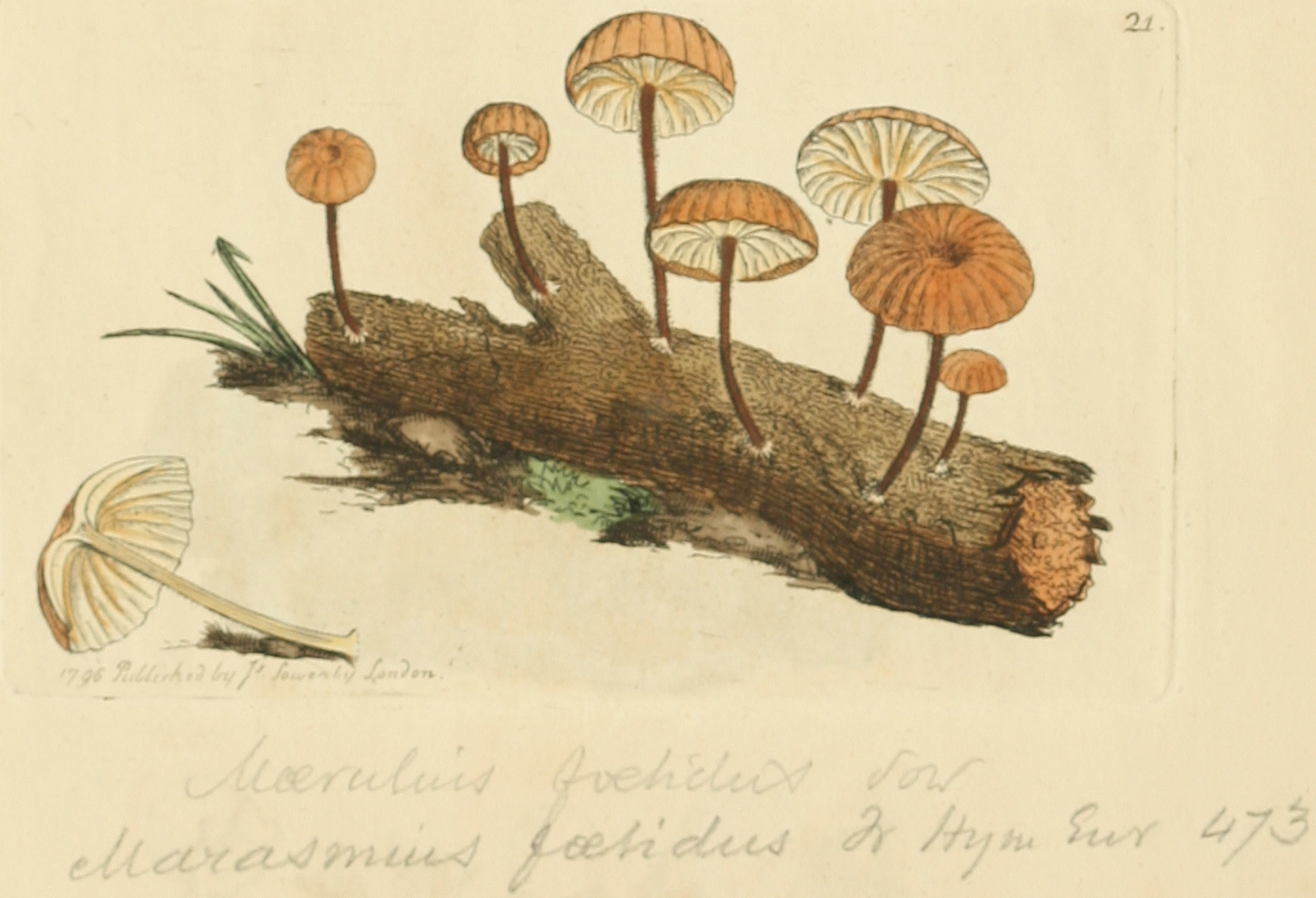